# Zethos

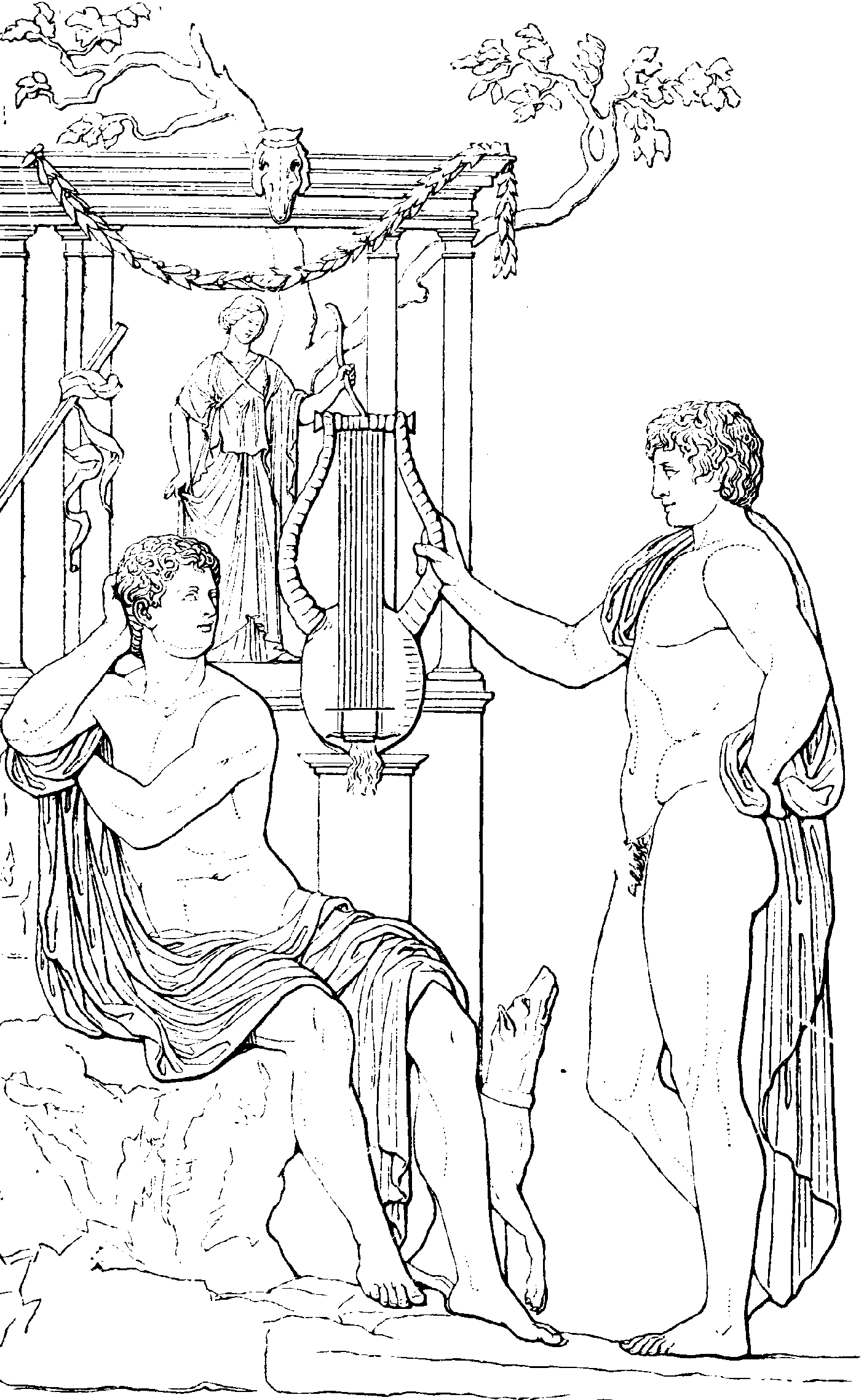
Amfion och Zetos.

Zethos var kung av Thebe i grekisk mytologi.Apollodorus, The Library with an English Translation by Sir James George Frazer, F.B.A., F.R.S. in 2 Volumes, Cambridge, MA, Harvard University Press; London, William Heinemann Ltd. 1921. ISBN 0-674-99135-4 Han var son till Zeus och kungadottern Antiope i Thebe. Han var tvillingbror till Amphion.

## Bakgrund
Kung Nykteus av Thebe hade en dotter som hette Antiope. Dottern blev förförd av guden Zeus och blev snart gravid. När Nykteus fick reda på hennes graviditet blev han rasande och körde iväg henne ur staden.
Förtvivlad flydde Antiope till staden Sykion där hon sökte skydd hos kung Epopeus. De två gifte sig och snart därefter födde Antiope Zeus tvillingsöner. När Nykteus fick veta var hans dotter tagit vägen kallade han till sig sin bror Lykos och gav honom i uppgift att straffa dottern och hennes make. Sedan tog han sitt eget liv.
Lykos tog sig in i Sikyon, besegrade staden och dödade Epopeus. Han tog tvillingarna och lämnade dem i ödemarken. Sedan tillfångatog han Antiope, kastade henne i fängelse och torterade henne tillsammans med sin hustru Dirke.
Tvillingarna hittades av en herde som tog med dem hem och döpte dem till Amphion och Zethos. 
Efter många år när pojkarna hunnit växa upp, lyckades Antiope fly och hon sökte upp dem och bad om deras beskydd. Sönerna kände genast igen sin mor. När de hört hennes berättelse begav de sig till Thebe och dödade kung Lykos. Dirke däremot, band de fast vid hornen på en tjur så att hon stångades till döds. De tog sedan hennes döda kropp och slängde den i en källa på berget Kitharion som efter det uppkallades efter henne. Guden Dionysos förvandlade dock Dirke till en nymf och hennes vatten var heligt för honom. 

## Thebes murar
Tillsammans med sin bror Amhpion byggde han muren runt staden Thebe med sju portar. De fick med hjälp av sitt lyrspel stenarna att självmant lägga sig på plats och bilda en muren.